# ZNF705D
ZNF705D (англ. Zinc finger protein 705D) – білок, який кодується однойменним геном, розташованим у людей на 8-й хромосомі. Довжина поліпептидного ланцюга білка становить 300 амінокислот, а молекулярна маса — 34 712.
| 10         |  | 20         |  | 30         |  | 40         |  | 50         |
| ---------- |  | ---------- |  | ---------- |  | ---------- |  | ---------- |
| MHSLEKVTFE |  | DVAIDFTQEE |  | WDMMDTSKRK |  | LYRDVMLENI |  | SHLVSLGYQI |
| SKSYIILQLE |  | QGKELWREGR |  | VFLQDQNPDR |  | ESALKKKHMI |  | SMHPIIRKDA |
| STSMTMENSL |  | ILEDPFEYND |  | SGEDCTHSST |  | ITQCLLTHSG |  | KKPCVSKQCG |
| KSLRNLLSPK |  | PRKQIHTKGK |  | SYQCNLCEKA |  | YTNCFYLRRH |  | KMTHTGERPY |
| ACHLCGKAFT |  | QCSHLRRHEK |  | THTGERPYKC |  | HQCGKAFIQS |  | FNLRRHERTH |
| LGQKCYECDK |  | SGKAFSQSSG |  | FRGNKIIHIG |  | EKPHACLLCG |  | KAFSLSSDLR |
|            |  |            |  |            |  |            |  |            |

A: Аланін

C: Цистеїн

D: Аспарагінова кислота

E: Глутамінова кислота

F: Фенілаланін

G: Гліцин

H: Гістидин

I: Ізолейцин

K: Лізин

L: Лейцин

M: Метіонін

N: Аспарагін

P: Пролін

Q: Глутамін

R: Аргінін

S: Серин

T: Треонін

V: Валін

W: Триптофан

Задіяний у таких біологічних процесах, як транскрипція, регуляція транскрипції. 
Білок має сайт для зв'язування з іонами металів, іоном цинку, ДНК. 
Локалізований у ядрі.